# Historia de la Universidad de Antioquia

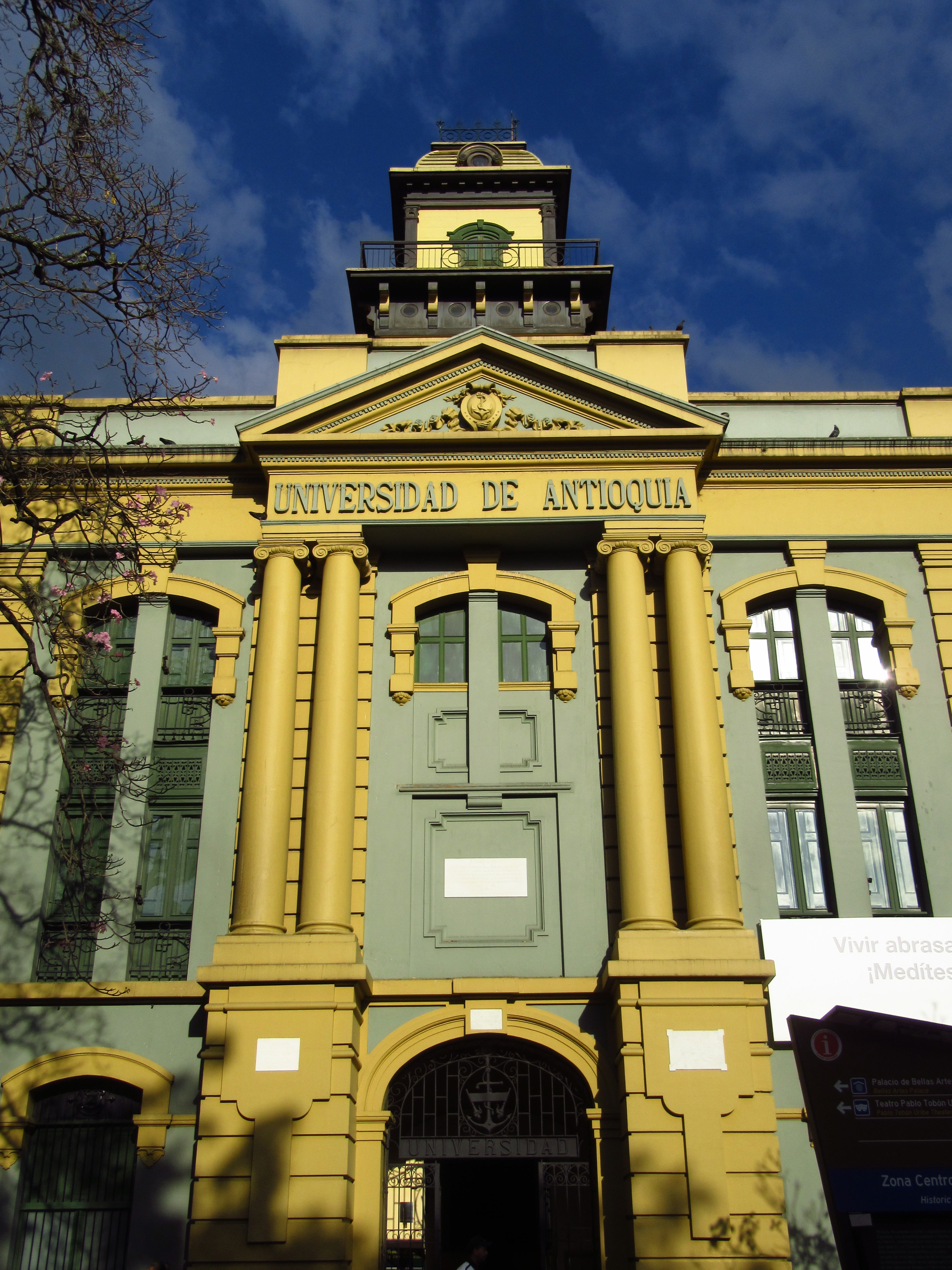
Entrada principal del Edificio San Ignacio cuna de la Universidad.

La historia de la Universidad de Antioquia -U. de A.- (la principal institución académica del departamento de Antioquia), desde sus inicios en 1803, ha estado afectada por todos los cambios y problemas políticos de Colombia. Ha enfrentado cierres, cambios de nombres, invasión militar, censura, presupuestos reducidos, etc. todo esto ha permitido que la Universidad cuente con una madurez que le ayuda enfrentar el presente con solidez y responsabilidad social, y siempre viendo hacia el futuro.
Además, dentro de sus instalaciones ha transitado una gran variedad de personajes que se han destacado tanto en el ámbito local, regional como nacional, y en temas tan variados como la política, la literatura, el cine, las artes, entre otros. A continuación la historia de la Universidad:

## Periodo colonial
En los dias de  tiempos coloniales la sociedad antioqueña dependía de los colegios y universidades bogotanas y de los seminarios payaneses para la educación de sus hijos. 
En 1745 los vecinos de la Villa de Medellín, actual capital del departamento de Antioquia, habían recolectado fondos para una escuela de primeras letras, y esta era aun incierta en 1793. Pero en este año decidieron tratar de lograr al mismo tiempo enseñanza elemental y secundaria. En efecto, el procurador de la ciudad, después de señalar cómo todavía no había "una escuela de primeros rudimentos formalizada", y de mostrar cómo se habían allegado bastantes recursos para ella, insistía en la necesidad de abrir escuela y "aula de latinidad", para lo cual recomendaba se pidiera la venida de religiosos de San Francisco. Con el apoyo del obispo de Popayán y de los funcionarios de Bogotá.

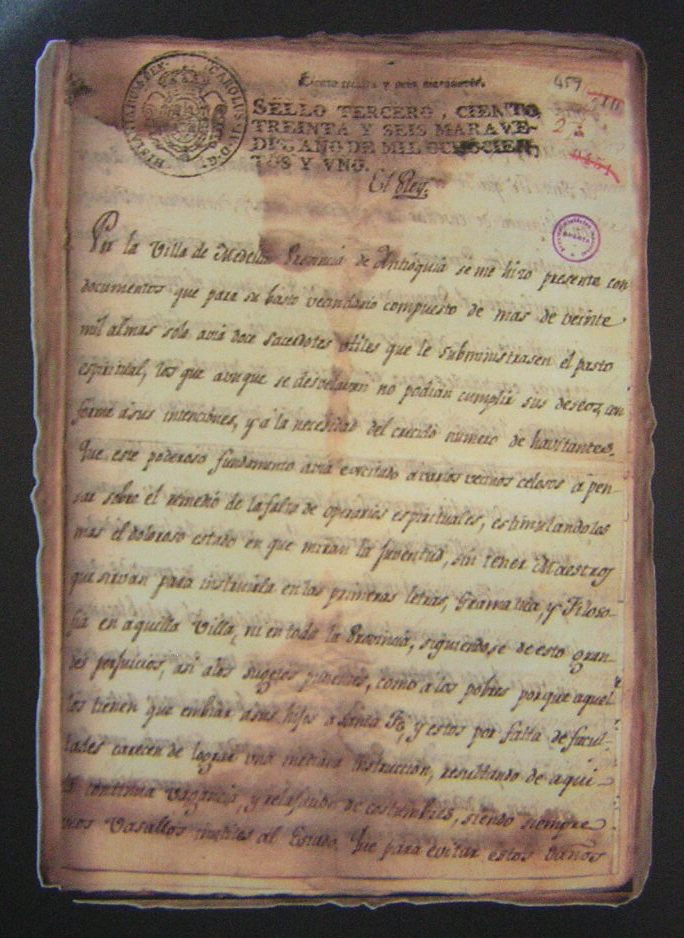
Real Cédula del 9 de febrero de 1801, en el cual, el rey Carlos IV autoriza la creación del Colegio y convento.

Finalmente, esta iniciativa logró su cometido por medio de la Real Cédula del 9 de febrero de 1801, en el cual, el rey Carlos IV autoriza la creación del convento de San Francisco, el cual debería abrir escuela de primeras letras y enseñanza de gramática; debían traer por lo menos dos maestros para el primer empeño y dos para la enseñanza del latín. De la real cédula se extrae el siguiente texto:

"La Villa de Medellín y su jurisdicción es de veinte a veinte y cinco mil almas, que hay muchos vecinos decentes y acomodados; que aquel es el lugar más floreciente de la Provincia, y mayor aún que Antioquia, su capital; que está situado casi en el centro del gobierno; que en toda la Provincia no hay otra religión, ni colegio o casa de enseñanza, que los eclesiásticos son pocos; que hay falta de operarios para administrar el pasto espiritual, y mucha más de maestros para la enseñanza pública de los jóvenes que tienen comodidad, disposición y talento; que la distancia de Medellín a Santa Fe y a Popayán en donde hay estudios es mucha, y crecidos los gastos que hacen los padres de familia enviando a educar sus hijos, sobre el inconveniente de separarlos de su lado".

Aunque los medellinenses deseaban que se abrieran cátedras de artes y facultades mayores, que habrían ahorrado los crecidos gastos de enviar los hijos a Santa Fe de Bogotá y Popayán, para que en ellos pudieran estudiar "los jóvenes ricos y pobres de esta villa y sus partidos", la autorización no se extendió a tanto. Para financiar el colegio se recogieron 24.520 pesos entre los particulares: la Corona todavía no pensaba que debía pagar la educación.
A iniciar los trabajos llegaron a Medellín en 1803 los frailes Rafael de la Serna, Juan Cancio Botero y los laicos Antonio Suárez, Luis Gutiérrez y Nicolás Bernal, a quienes se les unió después el fray Manuel Garay. Este último, al parecer era un "religioso ilustrado pero que llenó de desconcierto al Superior por su carácter desigual y rebelde y que acabó por ahorcar los hábitos". Los frailes llegaron el 21 de marzo, y el 20 de junio abrieron las aulas con la enseñanza de la Gramática, la Filosofía y el Latín, en un local del costado norte de lo que hoy es el Parque de Berrío, bajo la dirección de Fray Rafael de la Serna. 
El 5 de julio el Cabildo de Medellín compró a Manuel de Yepes y a Manuel María Hernández el terreno donde durante más de dos siglos ha estado la Universidad de Antioquia, en el sitio en el que actualmente funciona su aula magna o paraninfo. La primera piedra del edificio fue colocada el 2 de agosto del mismo año por Fray Rafael de la Serna, quien también dirigió la construcción que daría a la villa del conjunto Iglesia-Convento-Colegio, para educar a los jóvenes de la región y formar nuevos miembros para su comunidad. 

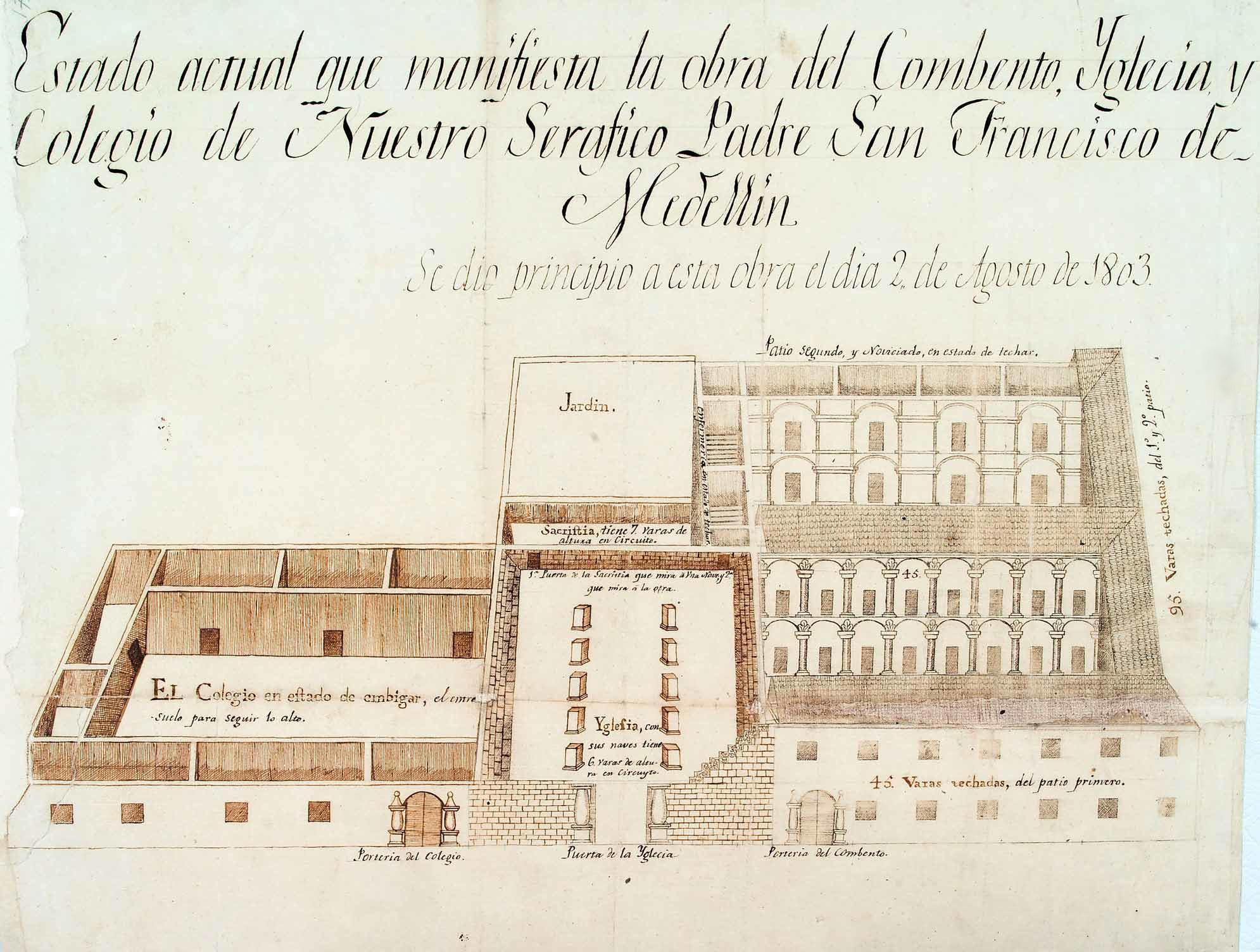
Plano del Colegio, del Convento y de la Iglesia de San Francisco (Actual Iglesia de San Ignacio), situado en la actual Plazuela de San Ignacio.

El proyecto tendría la iglesia, en el centro, el convento con su claustro de habitaciones para religiosos profesos y novicios en el sector que hoy es la calle Ayacucho, y el colegio en el ala de la calle Pichincha. Sin embargo, y sobre la marcha, decidieron intercambiar la ubicación de colegio y convento. Los trabajos avanzaron, gracias a las donaciones de los vecinos de Medellín, Rionegro, Marinilla, Copacabana, Envigado, Carolina, Guayabal y otros poblados. Los Franciscanos calcularon en ocho o diez años la duración de la obra, pero 38 años más tarde, todavía estaba inconclusa. 
Los franciscanos en 1808 presentaron un plan de estudios que habría convertido el colegio en estudios generales, donde pudieran enseñarse teología, cánones y leyes, y filosofía, además de los cursos básicos de gramática y retórica. Este plan nunca fue aprobado, (solo se autorizó la enseñanza de filosofía) y tropezó con la oposición de figuras como Camilo Torres, quien, como asesor de la Audiencia Real, estuvo en desacuerdo con que se autorizara a los franciscanos a abrir universidad en Medellín: esto contravenía la cédula real, que se había limitado a autorizar la apertura de escuela de primeras letras y clases de gramática, y además Torres encontraba los planes de estudio defectuosos, por su carácter escolástico y su espíritu de partido. Según Torres, la propuesta "no cultiva la razón', ni es conveniente, pues son más urgentes las escuelas de primeras letras que "aulas de filosofía y teología". De este modo la idea de tener estudios generales en Antioquia encallaba al tropezar con la oposición de un representante de la ilustración de la época, que veía probablemente en la propuesta franciscana una muestra de oscurantismo y atraso.

## Cambios políticos: La República delsigloXIX
Después del grito de la Independencia en 1810, comenzaron los problemas con la Iglesia católica y en 1812 la comunidad franciscana abandonó a Medellín y no alcanzó a ocupar los edificios dejando la obra en mitad de camino. Por aquella época habían empezado a circular ideas de cambio e ilustración entre los criollos, quienes desde los cabildos organizaron la Junta Suprema de Gobierno de Antioquia e incidieron en la dirección y enseñanza del nuevo Colegio Provincial de Antioquia. Por ello se fundaron las cátedras de Gramática y Filosofía en Medellín, siguiendo el reglamento redactado por el doctor José Manuel Restrepo. El plan de estudios diseñado por Restrepo incluía materias novedosas para la época, que recogían los adelantos en las ciencias naturales, siguiendo la propuesta de los ilustrados españoles en los campos de la trigonometría, álgebra, física experimental, hidrostática, mecánica, astronomía y química. Al frente de la cátedra de filosofía se sucedieron el bachiller Miguel de Uribe Restrepo, el patriota Liborio Mejía y el doctor José Félix de Restrepo.
Todo este esfuerzo por hacer llegar las luces del saber a Antioquia se vio manchado de sangre y miedo cuando la reconquista española llevó al castigo o al exilio a algunos de sus artífices. Concluidas las guerras de Independencia, un decreto sancionado el 9 de octubre de 1822, redactado por José Manuel Restrepo, secretario del general Francisco de Paula Santander, fue la base fundamental de la actual Universidad de Antioquia. Gracias a aquel, el edificio y las rentas del convento de los franciscanos pasaron al Colegio de Antioquia, uno de los llamados Colegios Santanderinos.

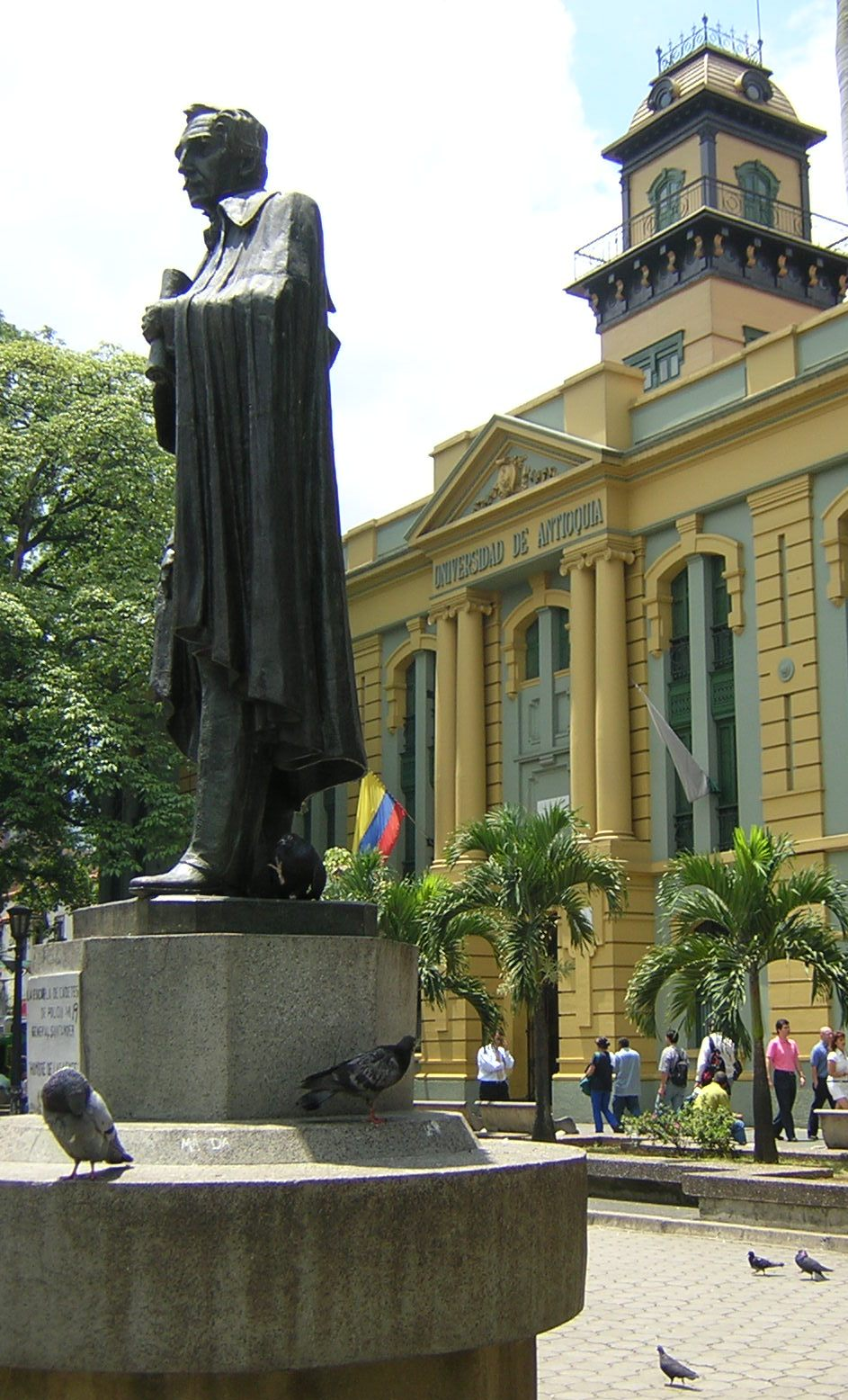
Estatua de Francisco de Paula Santander, y al fondo Edificio San Ignacio.

Para fortalecer las finanzas de dicho colegio, el general Francisco Urdaneta, en ese entonces gobernador de la provincia, convocó a una junta a la que asistieron 59 personas, en su mayoría empresarios del comercio y la minería, quienes aceptaron apoyar económicamente la institución. Los más ricos aportaron doscientos, ciento cincuenta o cien pesos. Otros, cuyo único capital era su fuerza laboral aportaron trabajo. José Ignacio Madrid ofreció dos semanas; los maestros Gregorio Baena y Eladio Quirós, ocho y dos días como carpinteros, respectivamente; José María Hernández, cuatro días como pintor; Rafael Naranjo, tres días de trabajo; y Antonio Muñoz, dos días.
El recién creado Colegio de Antioquia empezó a funcionar en medio de una serie de traumatismos, dificultades financieras y guerras. Por un corto período prevaleció la influencia santanderista (1823-1828), que seguía las enseñanzas del inglés Jeremías Bentham, cuya lectura fue prohibida con motivo de la Conspiración Septembrina, en la que resultó implicado un grupo de notables antioqueños. En 1827, el Libertador Simón Bolívar autorizó el establecimiento de los estudios de jurisprudencia. El colegio retornó a los cánones morales de la Iglesia, tuvo por rector a un sacerdote bolivariano y se eliminó la enseñanza de cátedras de derecho. El colegio permaneció cerrado entre 1830 y 1834 por los destrozos sufridos durante la ocupación de las tropas leales a Bolívar.
El último año mencionado se reabrió la institución con otro nombre: Colegio Académico de Medellín. Fue reorganizado en tres escuelas: Gramática, Filosofía y Jurisprudencia, bajo una orientación liberal, al amparo del gobierno de Santander. Además de las cátedras de derecho, se introdujo la de Química y metalurgia, requerida por la minería antioqueña. En 1837 llegó a la ciudad un profesor extranjero, Luciano Brugnelly, contratado en París, quien trajo consigo un laboratorio, colecciones de mineralogía y modernos aparatos de física. Durante dos años estuvo al frente de esta asignatura, a la cual se inscribió una docena de alumnos, quienes pronto se quejaron de los conocimientos y método del profesor, dejaron de asistir a sus clases y uno de ellos le dio algunos correazos en público.
Al finalizar la guerra de los Supremos en 1842, el Colegio fue entregado a los jesuitas, quienes hubieron de soportar la resistencia de un grupo de jóvenes librepensadores, liderados por un exalumno y exdocente del colegio, el diputado José María Facio Lince. Dicha resistencia incluyó un estruendoso estallido de petardos en el interior del claustro. Menos de dos años permanecieron los jesuitas al frente del colegio. Facio Lince no sólo logró la salida de los religiosos sino que recibió la dirección de aquel, la cual aprovechó para introducir nuevas materias como el inglés, la lógica y las matemáticas, economía política y derecho de gentes, geografía, cosmografía y cronología, física y mecánica. Su rectoría duró hasta 1851, aunque con una breve interrupción. 
En 1856 se contrató al español Francisco de Flórez Domonte para reabrir la cátedra de Química y mineralogía. Esta vez los frutos de la asignatura se reflejaron en los discípulos del profesor extranjero, ya que todos ellos se destacaron posteriormente como expertos en minería, metalurgia y ciencias naturales, entre otros, Andrés Posada Arango, Francisco de P. Muñoz, Liborio Mejía Santamaría, Mario Escobar, Ildefonso Gutiérrez, Pastor Restrepo.

## Periodo federal
Las guerras civiles que afectaron a Colombia entre 1860 y 1864 detuvieron el avance de la educación en Antioquia, otra vez en 1860 el colegio se convirtió en cuartel militar y presidio. Bajo la rectoría del jurisconsulto Román de Hoyos, quien asumió en 1864, el nivel académico del Colegio del Estado de Antioquia adquirió una dinámica inusitada, aprovechando el período de tranquilidad política que respiraría la provincia por algo más de diez años. Este fue el período que propició la transformación del colegio en institución de educación superior, organizada en torno a escuelas y con la potestad de otorgar títulos profesionales en las diversas áreas del saber. Este desarrollo coincide con la creación del Estado Soberano de Antioquia y con el inicio del gobierno de Pedro Justo Berrío, quien estuvo acompañado durante su mandato por antiguos alumnos del Colegio provincial. El decreto de 14 de diciembre de 1871 estableció la Universidad de Antioquia, en el edificio que servía al Colegio del Estado.

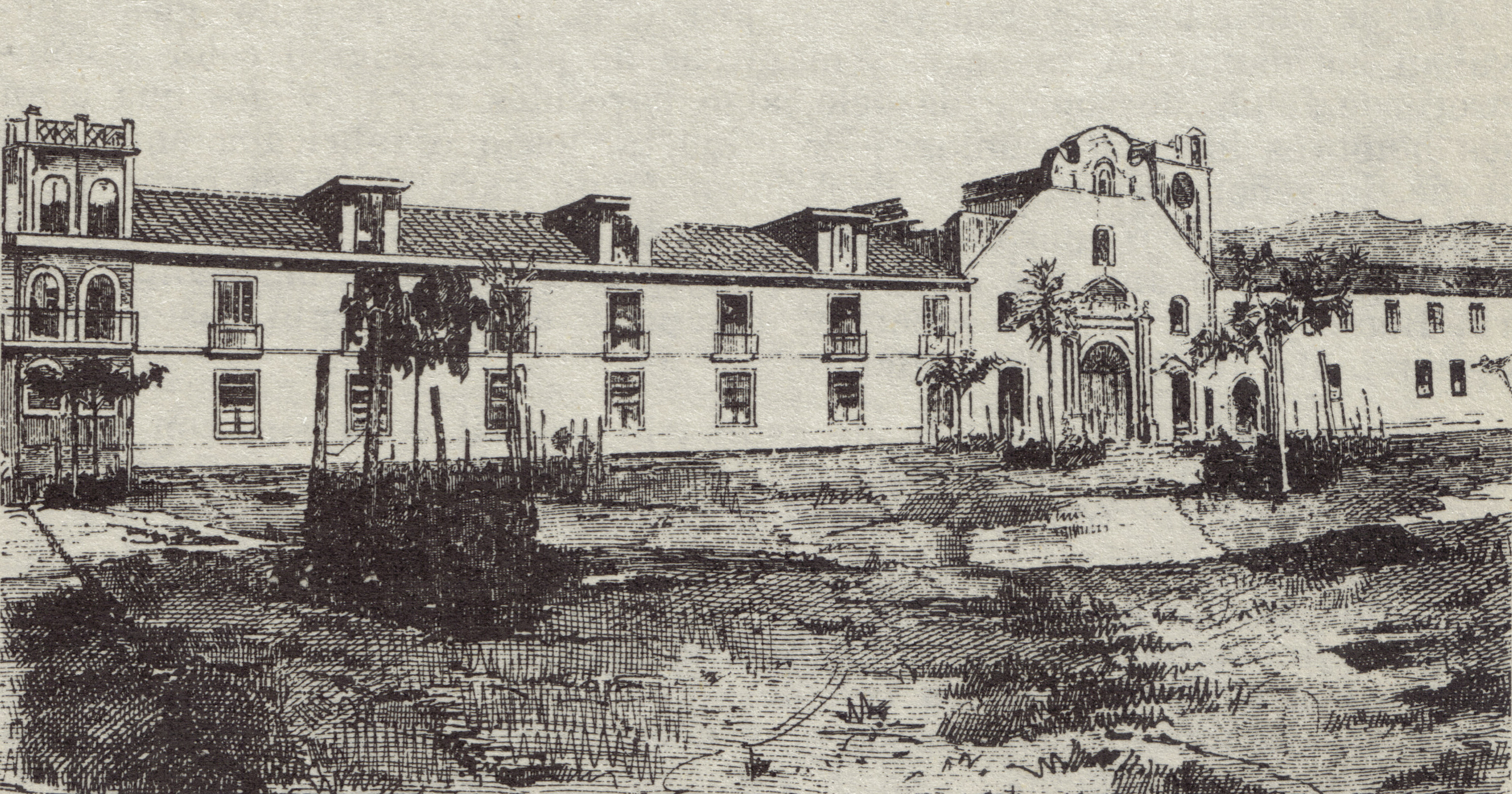
Universidad de Antioquia (izquierda) antes de la gran reforma. En el medio Iglesia de San Ignacio y al otro costado quedaba el colegio de San Ignacio. Detalle realizado por los estudiantes de la Escuela de Minas en el.

La marcha de la institución por aquellos años estuvo marcada por la estabilidad e impacto en el desarrollo regional a través de sus egresados, que se desempeñaron como abogados, jueces, médicos, artesanos y maestros en las diferentes localidades antioqueñas. Este período de franco avance en cuanto al número de alumnos, profesores y cátedras impartidas, así como por el número de graduados, se vio frenado en 1876 con el estallido de una de las guerras civiles más desastrosas de cuantas tuvieron lugar en suelo antioqueño. Dos años permaneció cerrada la institución, luego de los cuales reinició labores con 76 estudiantes y con un cuerpo profesoral reducido a su mínima expresión. Resurgió con el nombre de Colegio Central de la Universidad y sin escuela de medicina.
A partir de 1882 un exalumno, el abogado e historiador Alvaro Restrepo Eusse, asumió la rectoría del plantel y empezó la recuperación del tiempo perdido. Los estudios de medicina avanzaron enormemente, gracias a las prácticas que realizaban los estudiantes en el Cementerio de San Lorenzo y en el Hospital San Juan de Dios. Un año después, la Universidad de Antioquia recuperó su nombre y puso en funcionamiento las facultades de Filosofía y Letras, Jurisprudencia y Medicina. Cabe destacar la afluencia de estudiantes procedentes de otros departamentos: Cauca, Cundinamarca, Boyacá, Bolívar, Santander y Tolima.

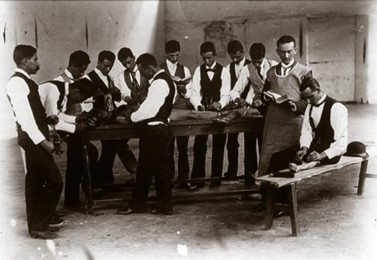
Clase de anatomía de la Escuela de Medicina en 1896.

El 9 de mayo de 1885, el gobernador de Antioquia Marceliano Vélez, devolvió a la diócesis el templo que se le había arrebatado en 1868. El Obispo de la época Bernardo Herrera Restrepo entregó a la Compañía de Jesús el templo de San Francisco y éstos lo decoraron, lo bendijeron y lo inauguraron como Templo de San Ignacio el 29 de julio de 1885. Igualmente, Marcelino Vélez decide por medio de un concordato del mismo año alquilar el Claustro (el convento) a la Compañía de Jesús. 
La ley 60 de 1886 creó la Escuela de Minas como una institución independiente y, al año siguiente, por Decreto 181 del 3 de marzo de 1887, se anexó a la Universidad de Antioquia. Algo similar ocurrió a comienzos del siglo XX con la Escuela de Agricultura. En 1896 se cambió nuevamente el nombre de la Universidad de Antioquia por el de Colegio de Zea.

## sigloXX: conflicto político y consolidación
Una vez concluida la guerra de los Mil Días, la Universidad de Antioquia recupera su nombre, la relativa estabilidad política entre 1903 y 1948 permitió mantener un ritmo académico continuo, propicio a la acumulación de experiencias y al desarrollo institucional. En dicho período prevaleció en la universidad la propuesta republicana y civilista del expresidente de la República, Carlos E. Restrepo. El desarrollo regional siguió siendo el objetivo básico, como parte de una meta más amplia: el progreso nacional. Este período además estuvo marcado por el ideal de lo práctico, que buscaba formar profesionales cuyos conocimientos fueran aplicables a la industria, el comercio, la salud humana o el desarrollo de las vías y el transporte.

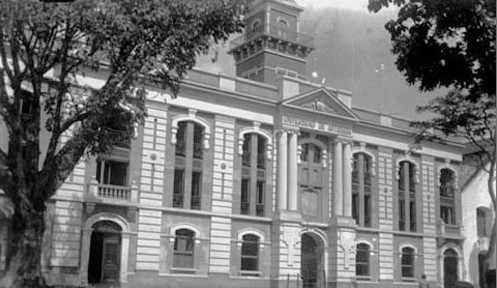
Edificio San Ignacio en 1928.

La edificación de la universidad presentaba un deterioro paulatino, el cual duró hasta 1908 cuando Tulio Ospina, rector encargado por aquellos días, y más tarde Miguel María Calle, encomendaron al maestro Horacio Rodríguez la tarea de darle a la Universidad el edificio que se merecía.
Sobre la antigua estructura en tapias nació el actual edificio de Arquitectura Ecléctica, sobriamente ejecutado con elementos del orden jónico, denominados por Rodríguez como de "estilo moderno". La obra por él realizada es la que aún permanece. En su construcción se pusieron en práctica todos los conocimientos arquitectónicos de la época. Para la remodelación se contempló, desde un principio, la necesidad de replantear la estructura general del edificio original. Por este motivo sufrió grandes modificaciones, circunstancias que en este momento, hacen pensar que se trata de un nuevo edificio.
El 10 de octubre de 1916 se estableció la Escuela de Agricultura Tropical como una institución independiente y el 14 de abril de 1930 fue incorporada a la Universidad de Antioquia.
Entre 1913 y 1957, la Universidad remodeló y restauró su planta física, emprendió su transformación académica para incluir nuevos saberes, aceptó como alumnos a mujeres y afrocolombianos, y logró su consolidación institucional. Fueron años también de gran dinamismo cultural, el cual se expresó en la creación de la Imprenta (1929), la Emisora Cultural (1933), la Revista Universidad de Antioquia (1935), la reorganización de la Biblioteca (1935) y se crearon los museos de Ciencias Naturales (1942) y el de Antropología (1943) que luego darán origen al Museo Universitario en 1970. Así mismo se crearon programas institucionales como el Martes del Paraninfo, que contó con una nutrida asistencia y un selecto grupo de ponentes. Por otra parte, fueron los años dorados del Liceo Antioqueño y de la Facultad de Medicina.

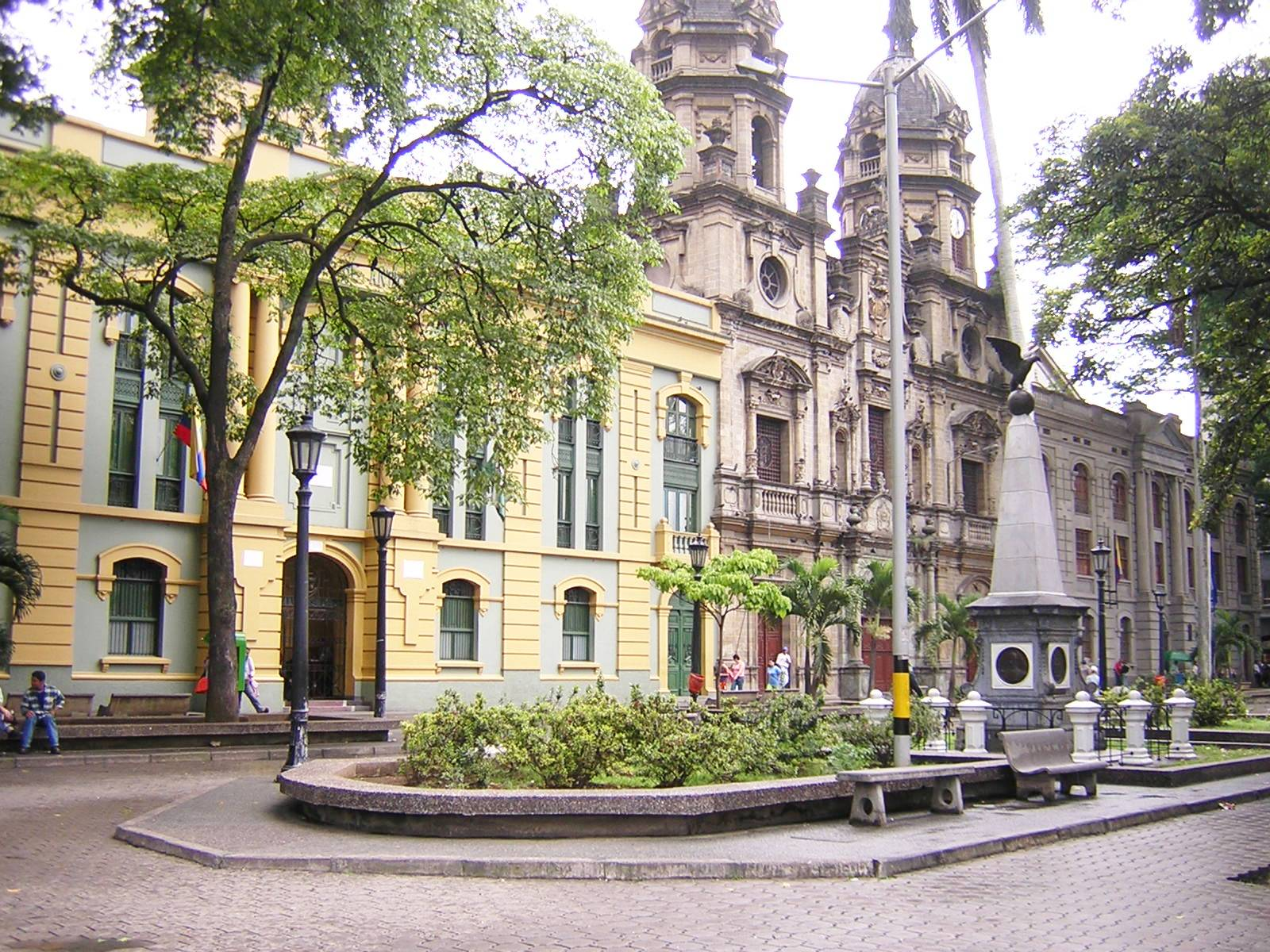
Edificio San Ignacio de la U. de A. (izq.), después de la gran reforma. En el medio Iglesia de San Ignacio de estilo barroco y al otro costado está el Claustro San Ignacio, actual sede de una empresa.

Después de 1930, por diversos caminos, en el seno de la Universidad de Antioquia nacieron otras instituciones universitarias. En 1936 fue un grupo de estudiantes y profesores de la Universidad el que dio origen a la Universidad Pontificia Bolivariana. Al año siguiente, la Escuela de Agronomía y Veterinaria, denominada ahora Instituto Agrícola, fue adscrita al Ministerio de Educación Nacional, y desde 1938 se llamó Facultad Nacional de Agronomía, que pasó a la Universidad Nacional de Colombia, sede Medellín, en 1940. Por esta misma fecha se incorporó la Escuela de Minas a la Universidad Nacional de Colombia, y se cambió su nombre por el de Facultad Nacional de Minas. En 1950, nuevamente un grupo de profesores y estudiantes de la Universidad de Antioquia fundaron la Universidad de Medellín.
Por este tiempo, la Universidad de Antioquia tenía un poco más de mil estudiantes en sus siete programas académicos. Si se tiene en cuenta que la matrícula universitaria nacional era entonces de 10.632 estudiantes: 7.637 en universidades públicas y 2.995 en privadas, el peso de la Universidad de Antioquia era bastante alto pues representaba el 13 por ciento de la universidad pública, y casi el 10 por ciento de la población universitaria de Colombia.
Entre 1960 y 1980 se abrieron más de cincuenta (50) programas de formación profesional en pregrado, más de treinta (30) programas de posgrado, y programas de extensión e investigación. De otro lado, se implantó un nuevo modelo de organización y funcionamiento con base en la departamentalización, y se hizo especial énfasis en la vinculación de profesores de tiempo completo.
Al promediar el siglo XX, esta misma Institución iniciaba programas en disciplinas paramédicas, como Enfermería, fundada el 1 de noviembre de 1950, y Bacteriología en 1958. Así mismo, se crearon estudios en áreas como la de Educación (1954), que se consideraban muy importantes para transformar toda la estructura educativa del país.
Con la creación del Instituto de Estudios Generales, en 1960, se ponía la filosofía en el centro y en la base de la formación académica de todas las facultades de la universidad, para que desde allí se desprendieran otros saberes prácticos y profesionalizantes como las ramas de un mismo tronco. La Filosofía se constituía, así, en el centro de la formación académica.
En la década del sesenta, bajo el impulso del Gobernador de la época, el médico Ignacio Vélez Escobar (que luego sería rector de la Universidad) el cual con una parte de la venta del Ferrocarril de Antioquia, con créditos del BID y ayudas internacionales, llevó a cabo la construcción de la Ciudad Universitaria con un costo total de 10 millones de dólares. El traslado de la Universidad a la actual Ciudad Universitaria se inició en 1968, aún sin terminar. Su construcción se había proyectado para quince mil estudiantes, cifra que en ese momento resultaba exagerada; el diseño arquitectónico contó con la asesoría de representantes de las entidades extranjeras que habían contribuido a financiar la obra y obtuvo el Premio Nacional de Arquitectura de Colombia. Así se creó una Ciudad Universitaria moderna, actual y evolutiva, efectiva que debería situar todas las ciencias y las artes en un mismo espacio y con una infraestructura unificada. 

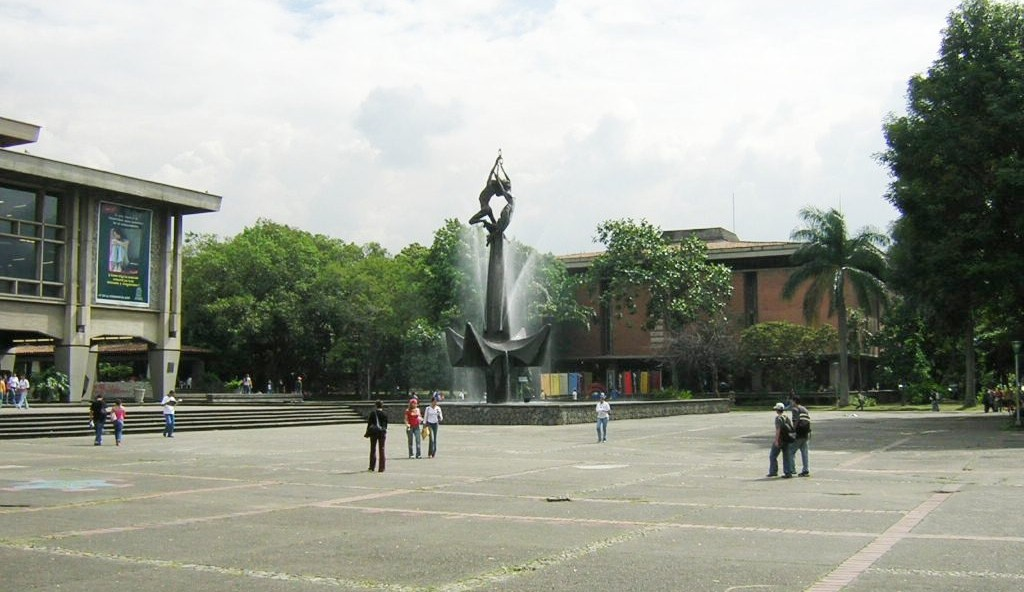
Plazoleta Central, Ciudad Universitaria.

Además, cuando Vélez Escobar asume la rectoría de la Universidad entre 1963 y 1965, y usando toda su experiencia, aprovechó el apoyo económico y científico de las fundaciones Rockefeller, Kellog y Ford, para reorientar lo que era una federación de facultades y organizar a la Universidad de Antioquia en la que es hoy en día. Igualmente, Vélez Escobar quería que la Facultad de Minas se reintegrara a la misma, esto ocasionó una fuerte resistencia de Peter Santamaría, quien era el Decano de esta, por lo cual no pudo lograrlo. 
La Ciudad Universitaria no era el único signo visible de la transformación de la Institución: cambios académicos, administrativos y pedagógicos estaban anunciando el advenimiento de la universidad de masas; desaparece el Instituto de Estudios Generales para dar paso a la Facultad de Ciencias y Humanidades.
En la década del ochenta se creó, en 1984, el Departamento de Publicaciones de la Universidad como importante recurso en la difusión de la cultura. En 1988 se creó el Instituto de Estudios Políticos, y en 1989 el Instituto de Estudios Regionales; los cuales surgieron en un nuevo contexto donde se reconocía la actividad investigativa como vital función de la Universidad.
El escenario de los años noventa se caracterizó por un nuevo perfil del estudiante y del profesor. Estos giros de los noventa enmarcados en un mundo que se globaliza y que revoluciona las formas de producir, transmitir y acceder al conocimiento, abren para la Universidad de Antioquia un panorama de incertidumbres entre las demandas futuras y el anclaje al pasado.
En 1993, el proyecto universitario se enmarcó en cuatro puntos en los cuales se consideraba la sociedad como valor fundamental en las actividades universitarias: apertura a las distintas corrientes del pensamiento, la ciencia y la técnica; construcción de alianzas estratégicas con las organizaciones civiles y productivas y con el Estado; desarrollo de una ética creadora de puentes entre los distintos estamentos universitarios; y la aceptación de la universidad como bien público.
A mediados de la década de los noventa la Universidad proyectó "entregarle al medio profesionales competentes y competitivos, el afán de profundizar los servicios de apoyo a la sociedad, en el marco de la equidad y, en fin, el propósito de formar ciudadanos solidarios, comprometidos con la convivencia y la tolerancia, depende en definitiva del convencimiento estamental e individual".
Surge un nuevo ideal universitario "el ideal del conocimiento como función pública; el ideal de la excelencia académica, a partir de la investigación y la actividad docente en el campo de las ciencias, las técnicas, las letras y las artes; el ideal de la función social a través de la investigación sobre problemas específicos y de la participación en las diferentes manifestaciones culturales y la acción colectiva". También se plantea la necesidad de una formación menos profesionalizante y más integral. Esta hace parte del ambiente universitario, de las características de su campus, y está vinculada con la posibilidad de establecer espacios de comunicación en integración, con sus actividades culturales y deportivas, con su biblioteca y su museo, con el comportamiento de sus profesores y trabajo, con el sentido de pertenencia y el fortalecimiento de unos valores civiles que deben defenderse y preservarse".
En esta década -en concordancia con la Misión de la Universidad como espacio donde impera la crítica, la consolidación de una comunidad académica con reconocimiento internacional, el mejoramiento de la calidad, el fortalecimiento de la investigación y la modernización de los modelos pedagógicos- surgieron entre otros los siguientes programas: "De País en País" (1991), la Dirección de Relaciones Internacionales (1992), los semilleros de matemáticas y de otras dependencias (1993), Expouniversidad (1993), se extienden programas a la región de Urabá (1994) y a la región del Bajo Cauca (1996) el Programa Guía Cultural (1995), Agenda Cultural Alma mater(1995), y el Programa Universidad, Valores y Vida (1996).
En 1999, a partir de reconocimientos ya existentes, se crean los Premios Nacionales a la Creación en las Artes y en las Letras; los cuales desde 2001 se denominan Premios Nacionales de Cultura Universidad de Antioquia.

## sigloXXI

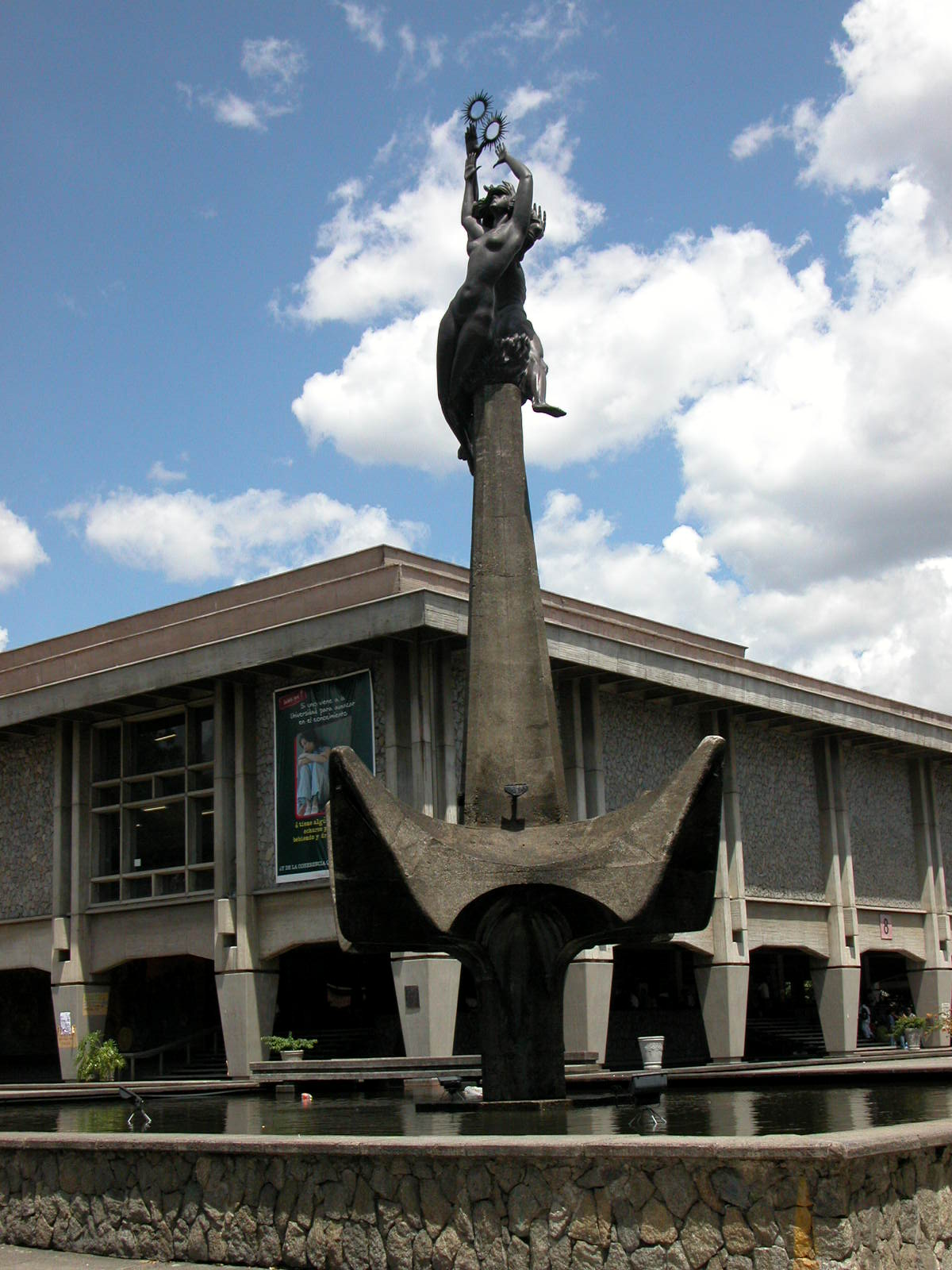
Hombre creador de energía de Rodrigo Arenas Betancur, al fondo Biblioteca Central.

En el presente, la Universidad de Antioquia es una de las mejores universidades de Colombia, está integrada por 26 unidades académicas divididas en 14 facultades, cuatro escuelas, cuatro institutos y cuatro corporaciones que ofrecen cerca de 68 programas de pregrado. En postgrado, ofrece diez doctorados, 84 especializaciones, 41 especialidades médicas y 27 maestrías, para un total de 162 postgrados. El personal docente de la universidad es de 1.698 profesores (2005) de los cuales, 262 son doctorados, 302 tienen una especialización, 798 con maestrías y 334 pregrado-profesional. Cuenta, además de la sede principal en la ciudad de Medellín, con sedes en las localidades de Envigado, Puerto Berrío, Amalfi, Segovia, Yarumal, Santa Fe de Antioquia, Carmen de Viboral, Andes y Turbo, enfatizando su carácter Departamental. Su población estudiantil asciende a 34.417 (2006), siendo la segunda universidad colombiana con mayor número de estudiantes después de la Universidad Nacional de Colombia.
La Institución dispones de más de 160 grupos de investigación reconocidos por Colciencias, divididos en 91 grupos clasificados en categoría A, 47 en la categoría B, 23 en la categoría C, y 14 grupos Reconocidos. Alrededor de mil proyectos de investigación en curso, arrojan entre sus resultados más de 153 publicaciones internacionales por año, en revistas científicas tan prestigiosas como American Journal of Human Genetics, American Journal of Tropical Medicine and Higiene, Physical Review, Optik, Physica B: Condensed Matter, Optics Communications, entre otras. El apoyo de la Universidad a la investigación también se ve en más de 600 jóvenes investigadores formados; más de 145.000 millones de pesos de recursos empleados en investigación durante el año 2006, el 50% de los cuales se obtienen con recursos externos a la Universidad; más de 300 empresas nacionales e internacionales que financian investigación en la institución; diferentes premios nacionales e internacionales; consecución de patentes